# Barbara Trachte
Barbara Trachte (Schaarbeek, 3 maart 1981) is een Belgisch politica voor Ecolo.

## Levensloop
Trachte is de dochter van een Belgische vader en een Rwandese moeder. Ze studeerde rechten aan de Université Saint-Louis en de ULB, alwaar ze in 2004 haar diploma van licentiaat in de rechten, optie publiek recht behaalde. In 2005 behaalde ze een postgraduaat in internationaal publiekrecht.
Op jonge leeftijd ging Trachte militeren voor Amnesty International, waar ze werkte rond grote debatten over mensenrechten en de kwestie van de Rwandese genocide en het Rwandatribunaal opvolgde. Na haar studies was Trachte van 2005 tot 2006 juriste bij de overheidsdienst Fedasil, die verantwoordelijk is voor de opvang van asielzoekers, en van 2006 tot 2009 advocate aan de Balie van Brussel.
Ze werd politiek actief bij Ecolo en was van 2006 tot 2009 co-voorzitster van de écolo j, de jongerenafdeling van Ecolo. Voor deze partij werd ze in juni 2009 verkozen in het Brussels Hoofdstedelijk Parlement, waar ze tot in juli 2019 bleef zetelen. Van december 2009 tot juli 2019 zetelde Trachte eveneens in het Parlement van de Franse Gemeenschap. Als parlementslid ging Trachte zich toeleggen op onderwijs, kinderopvang, financiën en begroting, institutionele kwesties en goed bestuur. In het Brussels Parlement zetelde ze in de commissies Financiën, Begroting, Externe Betrekkingen, Algemene Zaken en Openbaar Ambt (2009-2014) en Binnenlandse Zaken (2009-2019) In het Parlement van de Franse Gemeenschap was ze van 2016 tot 2019 fractieleider voor haar partij, alsook was ze van 2009 tot 2014 ondervoorzitter van de commissie Onderwijs, van 2011 tot 2012 vast lid van de commissie Financiën, Comptabiliteit, Begroting en Sport en van 2012 tot 2014 titelvoerend lid van de commissie Kind, Onderzoek, Openbaar Ambt en Schoolgebouwen. . 
Nadat de Regering-Vervoort III tot stand was gekomen, werd Trachte op 18 juli 2019 staatssecretaris voor Economische Transitie en Wetenschappelijk Onderzoek in de Brusselse Hoofdstedelijke Regering. Ook werd ze minister-president van de Franse Gemeenschapscommissie, bevoegd voor Economie, Ambtenarenzaken, Openbaar Ambt en Gezinsbeleid. Als Brussels staatssecretaris richtte ze zich op het ondersteunen van de sociale en de circulaire economie en het uitbreiden van KMO-parken om meer productieactiviteit aan te trekken.
Bij de verkiezingen van juni 2024 werd Trachte opnieuw verkozen in het Brussels Parlement. Als ontslagnemend Brussels staatssecretaris diende ze zich direct te laten vervangen.
Op lokaal niveau was Trachte van december 2012 tot oktober 2019 gemeenteraadslid van Schaarbeek, een functie die sinds december 2024 opnieuw uitoefent.